# Georgetown (Texas)
Pour l’article homonyme, voir Georgetown.
La ville américaine de Georgetown est le siège du comté de  Williamson, dans l’État du Texas. Elle comptait 47 400 habitants lors du recensement de 2010.

## Source
- (en) Cet article est partiellement ou en totalité issu de l’article de Wikipédia en anglais intitulé « Georgetown, Texas » (voir la liste des auteurs).